# Ázsiai strucc
Az ázsiai strucc (Struthio asiaticus) a struccfélék családjának egy kihalt faja. Leletei Marokkótól Mongóliáig kerültek elő. Fosszilis dátuma a késő pliocéntől a kora holocénig tartott, 3,7 millió évvel ezelőtt jelentek meg és 8000 éve tűntek el.
Valaha elterjedt állat volt Európában és Ázsiában. Elterjedése területe nagy volt, Északnyugat-Afrikától Észak-Indián, Pakisztánon, Bangladesen és Dél-Szibérián keresztül Kelet-Szibériáig. Az ázsiai struccok nem sokkal az utolsó jégkorszak vége után pusztultak ki.

## Fordítás
- Ez a szócikk részben vagy egészben  az   Asian ostrich című angol Wikipédia-szócikk fordításán alapul.  Az eredeti cikk szerkesztőit annak laptörténete sorolja fel. Ez a jelzés csupán a megfogalmazás eredetét és a szerzői jogokat jelzi, nem szolgál a cikkben szereplő információk forrásmegjelöléseként.